# Bayerische Vorgeschichtsblätter
Die Bayerischen Vorgeschichtsblätter sind ein traditionsreiches Jahrbuch aus dem Bereich der bayerischen Vor- und Frühgeschichte.
Die Bayerischen Vorgeschichtsblätter wurden 1921/22 mit dem Doppelband 1/2 der populärwissenschaftlichen Zeitschrift Bayerischer Vorgeschichtsfreund begründet. Die Zeitschrift wurde von privater Seite begonnen und sollte zunächst ohne eine wissenschaftliche Fachzeitschrift zu sein, die zu dieser Zeit noch fehlte, allgemeinverständlich über die Vor- und Frühgeschichte auf bayerischem Boden berichten. Seit dem zehnten Jahrgang (1931/32) wird das Jahrbuch von der Kommission für bayerische Landesgeschichte bei der Bayerischen Akademie der Wissenschaften (mittlerweile in Verbindung mit dem Bayerischen Landesamt für Denkmalpflege und der Archäologischen Staatssammlung) herausgegeben. Binnen kurzer Zeit entwickelte es sich zum führenden wissenschaftlichen Publikationsorgan in seinem Fachbereich. Dennoch sind bis heute neben Fachwissenschaftlern auch Laien Ziel des Jahrbuches.
Seit 1987 erscheinen die bis dato innerhalb des Jahrbuches publizierten Fundchroniken des Bayerischen Landesamts für Denkmalpflege als Beihefte des Jahrbuches. 2008 wurde die Fundchronik eingestellt, da sie von Seiten des Bayerischen Landesamts für Denkmalpflege nicht mehr zu leisten war.
Bis Band 15 (1938) erschien das Periodikum regelmäßig. Mit Ausbruch des Zweiten Weltkrieges wurde die Publikationsweise in den 1940er-Jahren sehr unregelmäßig, es wurden zwischen 1939 und 1950 nur zwei Bände veröffentlicht. Selten erscheinen Bände auch in einer Doppelnummer. Mehrfach wurden einzelne Bände für besondere Anlässe als Themenband veröffentlicht:
- Band 22 (1957): Friedrich Wagner zum 70. Geburtstag
- Band 40 (1975): 90 Jahre Prähistorische Staatssammlung, Museum für Vor- und Frühgeschichte
- Band 42 (1977): Gesamtinhaltsverzeichnis der Jahrgänge 1/2-9 des Bayerischen Vorgeschichtsfreunds und der Jahrgänge 10-40 der Bayerischen Vorgeschichtsblätter
- Band 65 (2000): Festschrift Kellner

Die Aufsätze werden durch viele Schwarzweiß-Abbildungen ergänzt. Die Schriftleitung liegt bei der Prähistorischen Staatssammlung. Neben Aufsätzen, Fundberichten und kleineren Beiträgen werden auch Rezensionen veröffentlicht und eine Bibliografie zu relevanter Literatur geführt. Das Jahrbuch erscheint im Verlag C. H. Beck in München.
Bis heute existiert anders etwa als bei den vergleichbaren Fundberichten aus Baden-Württemberg oder den Fundberichten aus Hessen keine digitale Online-Version.